# Gée
Gée korábbi község Franciaország Loire mente régiójában, Maine-et-Loire megyében. 2016. január 1-jén Beaufort-en-Vallée községgel egyesült és Beaufort-en-Anjou új község része lett.
Lakosainak száma 529 fő (2018. január 1.). Gée Les Bois d’Anjou, Mazé és Saint-Georges-du-Bois községekkel határos.

## Népesség
A település népességének változása:
| Lakosok száma | 207  | 195  | 244  | 279  | 287  | 389  | 437  | 486  | 523  | 529  |
|               | 1962 | 1968 | 1982 | 1990 | 1999 | 2008 | 2011 | 2013 | 2017 | 2018 |